# Eudora, Kansas
Eudora är en stad (city) i Douglas County, i delstaten Kansas, USA. Enligt United States Census Bureau har staden en folkmängd på 6 217 invånare (2011) och en landarea på 7,5 km².